# 可反驳的推定
在普通法和民法中，可反驳的推定是指法院做出的推定或假设，除非有人站出来质疑并证明不是这样，否则假設就会被认为是真实無誤。例如，刑事案件中的被告在被证明有罪之前被推定为无罪。可反驳的推定通常与初步证据有关。